# Eduard Rogg
Franz Joseph Clemens Eduard Rogg (* 4. September 1807 in Frauenfeld; † 10. Oktober 1875 daselbst) war ein Schweizer Grossrat, Oberrichter und Wohltäter.

## Leben
Eduard Rogg war der Sohn des Stadtrichters und Grossrats Joseph Ulrich Rogg (1765–1826) und der Genoveva, geb. Weber (1773–1852). Ein direkter Vorfahre von ihm war der Schultheiss Johann Conrad Rogg. Der unverheiratete Rogg hatte ein hohes Gerechtigkeitsbewusstsein und förderte u. a. die Anstellung von Frauen in pädagogischen Berufen.

## Leistungen
Rogg studierte Rechtswissenschaften und wurde 1866 ins Obergericht des Kantons Thurgau berufen. Er war einer der grössten Wohltäter für den Kanton Thurgau im 19. Jahrhundert, mit unzähligen Schenkungen an das Gemeinwesen, vor allem die Jugendförderung. So war er 1852 privater Gönner für den Kantonsschulbau und setzte ab 1862 eine jährliche Prämie aus für die besten Absolventen der Handwerkerschule (Berufsbildungsschule), die damals gegründet wurde.
1863 schenkte er einen grossen Betrag für die Einführung einer neuen Lehrerstelle an der Primarschule und deren Besetzung mit einer weiblichen Lehrkraft, die gleichzeitig die „Bewahranstalt für Kleinkinder“, also einen Kindergarten, übernehmen sollte, womit im Kanton Thurgau eine neue Basisstufe hätte eingeführt werden können. Aufgrund des Widerstands der Behörden sowohl gegen eine weibliche Lehrkraft als auch gegenüber einem Kindergarten gründete er 1865 selbst den ersten privaten Kindergarten und führte diesen auf eigene Kosten, was die Bürgergemeinde in Zugzwang versetzte und diese 1888 ein Gebäude für einen Kindergarten errichten liess. 1867 wurde die erste weibliche Lehrkraft zugelassen, deren Stelle anfangs durch Rogg finanziert wurde.
Der Schweizerischen Gemeinnützigen Gesellschaft, der Rogg angehörte und die sich im 19. Jahrhundert vorwiegend mit Bildungs- und Erziehungsfragen beschäftigte, spendete Rogg 1868 ein Legat zur Gründung einer Schweizerischen Anstalt zur Berufsbildung des weiblichen Geschlechtes.
Der Aussichtspunkt Eduardsruh oberhalb dem Rüegerholz bei Frauenfeld wurde nach ihm benannt.